# Соболевский, Михаил Викторович
Михаил Викторович Соболе́вский (1912—2004) — советский химик. Герой Социалистического Труда. Лауреат двух Сталинских премий.

## Биография
Родился 8 (21 ноября) 1912 года на территории современной Сумской области. В 1930 году он окончил Шосткинский химический техникум. С 1943 года в течение пятнадцати лет Соболевский работал во Всесоюзном институте авиационных материалов, прошёл трудовой путь от старшего инженера до начальника лаборатории неметаллических материалов..
В 1959 году Соболевский был назначен на должность директора Государственного научно-исследовательского института химии и технологии элементоорганических соединений (ГНИИХТЭОС) в Москве. Бессменно руководил этим институтом в течение шестнадцати лет. Внёс большой вклад в разработку, освоение и внедрение в советскую авиационную технику ряда новейших высоко- и низкотемпературных масел, рабочих жидкостей. Защитил докторскую диссертацию, опубликовал свыше трёхсот научных работ, в том числе пять монографий.
Более чем двадцать лет Соболевский преподавал на кафедрах материалов радиоэлектроники и химии в Московском институте радиотехники, электроники и автоматики.
Скончался 5 июня 2004 года. Похоронен в Москве на Миусском кладбище.

## Награды и премии
- Герой Социалистического Труда (20 апреля 1971 года) — за выдающиеся успехи в выполнении заданий пятилетнего плана, внедрение передовых методов труда и достижение высоких технических и производственных показателей[1]
- Сталинская премия третьей степени (1949) — за разработку и внедрение в промышленность технологии получения пенопластических масс; совместно с разработчиком А. А. Берлиным
- Сталинская премия третьей степени (1950) — за разработку и внедрение новых авиационных двигателей
- заслуженный деятель науки и техники РСФСР
- орден Ленина (1971)
- орден Трудового Красного Знамени
- орден «Знак Почёта»
- медали[1].